# Петросян, Вартан Аветович
Петрося́н Варта́н Аве́тович (7 июня 1895, Шуша, Елизаветпольская губерния — 1 мая 1968, Москва) — советский партийный и государственный деятель.

## Биография
Родился 7 июня 1895 года в городе Шуше в семье ремесленника (портного). Член РСДРП с 1917 года. Участник борьбы за советскую власть в Нагорном Карабахе. Сестра Арфо (1909—1985) — литературовед, партийный и государственный деятель.
С 1920 года — на ответственной партийной работе, в 1926—1930 годах — в аппарате ЦК ВКП(б). Окончил Институт красной профессуры (1933).
В 1933—1934 годах — заведующий сельскохозяйственным отделением Средазбюро ЦК ВКП(б). С 1935 года — на руководящей работе в Северо-Кавказском крайкоме ВКП(б).
В 1936—1947 годах — директор Института языка и письменности народов СССР (АРАН. Фонд 677), с 1948 года — директор Музея М. Калинина в Москве.
В июне 1940 года возглавил Комиссию по составлению «Малого толкового словаря» (председатель), в которую также вошли Д. Н. Ушаков, С. И. Ожегов и Н. Л. Мещеряков (см. О. В. Никитин, 2017).
После войны был директором Музея народов СССР при ЦИК СССР (см. А. Б. Ипполитова, 2001).
Принимал участие в подготовке первого издания «Словаря русского языка», составленного С. И. Ожеговым (при участии проф. Г. О. Винокура). Первое издание «Словаря русского языка», составленного С. И. Ожеговым (при участии Г. О. Винокура и В. А. Петросяна), под общей редакцией академика С. П. Обнорского вышло в 1949 году (АРАН. Фонд 1516).
Награждён орденом Трудового Красного Знамени.
Похоронен в Москве на Новодевичьем кладбище.